# Gare de Shigisanguchi
La gare de Shigisanguchi (信貴山口駅, Shigisanguchi-eki) est une gare ferroviaire terminus de la ville de Yao, dans la préfecture d'Osaka au Japon. La gare est exploitée par la compagnie Kintetsu.

## Situation ferroviaire
La gare de Shigisanguchi marque la fin de la ligne Shigi et le début du funiculaire Nishi-Shigi.

## Histoire
La gare a été inaugurée le 15 décembre 1930.

## Services aux voyageurs

### Accès et accueil
La gare dispose d'un bâtiment voyageurs, avec guichet, ouvert tous les jours.

### Desserte
- Ligne Shigi :
  - voies 1 et 2 : direction Kawachi-Yamamoto

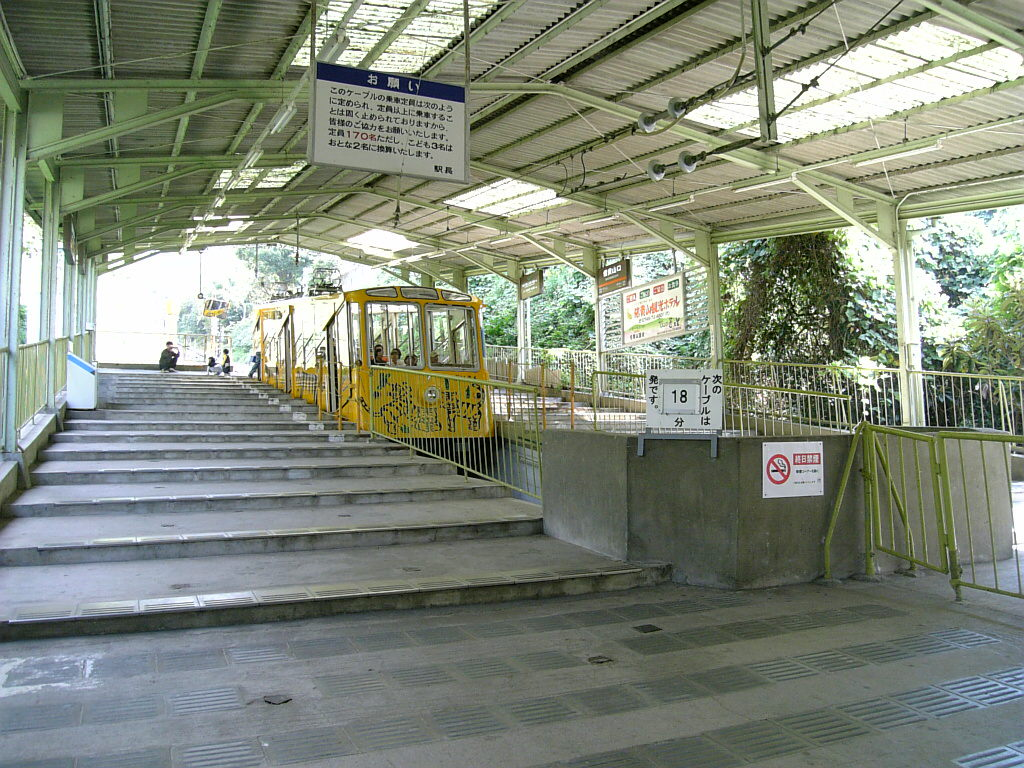
Intérieur de la gare.

- Funiculaire Nishi-Shigi :
  - direction Takayasuyama

## Dans les environs
- Chōgosonshi-ji
- Kyōkō-ji